# Pukarua
Pukarua és un atol de les Tuamotu, a la Polinèsia Francesa. Administrativament és una comuna associada a la comuna de Reao. Està situat a l'extrem oriental de l'arxipèlag, a 50 km al nord-oest de Reao i a 1.300 km a l'est de Tahití.

## Geografia

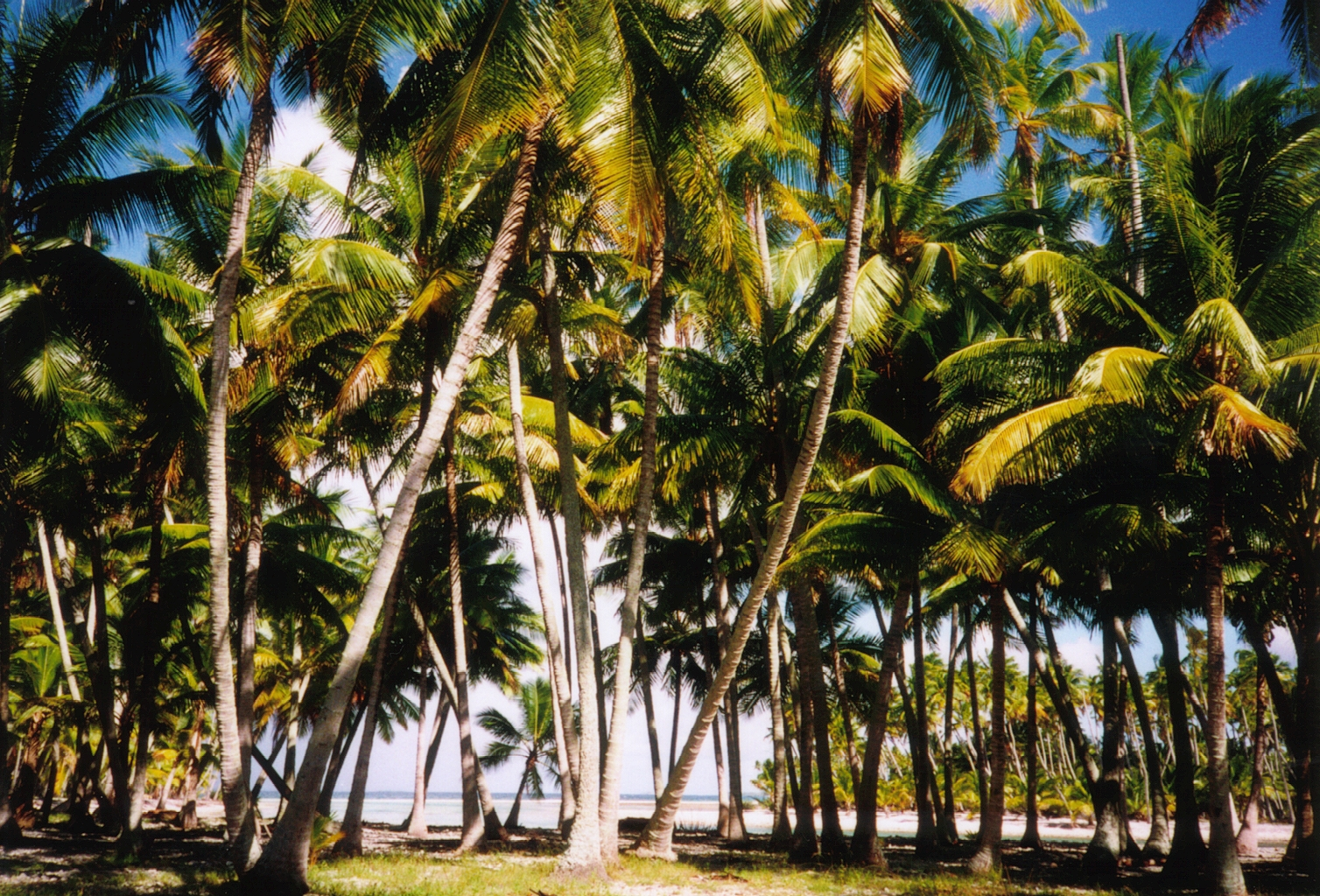
Vista de Pukarua

L'atol té una forma inusualment estreta amb 18 km d'allargada i 7 km d'ample. La superfície total és de 30 km², inclosa la llacuna tancada de 23 km².
La vila principal és Marautagaroa, situada a l'extrem septentrional de l'atol. La població total era de 210 habitants al cens del 2002. L'activitat principal és la producció de copra.

## Història
Va ser descobert el 28 de maig de 1797 per l'anglès James Wilson de camí de Mangareva a Tahití. El va anomenar Serle per Ambrose Serle, l'autor de Horæ Solitariæ. També s'ha anomenat Pukaruha, Puka-Ruka o Natupe.